# Odorigui

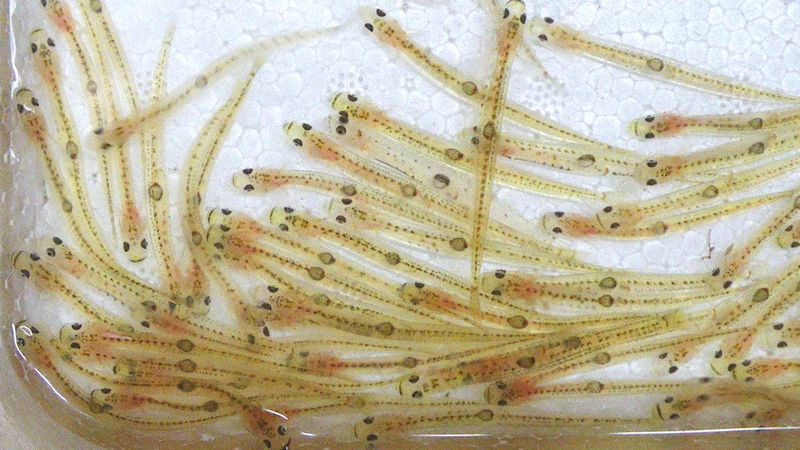
Shirouo

Shirouo còn được gọi là odorigui (踊り食い), trong tiếng Nhật có nghĩa là “nhảy múa” khi được ăn hay còn gọi đầy đủ là Shirouo no odorigui là một món ăn trong ẩm thực Nhật Bản được chế biến từ những con cá hoặc hải sản còn sống. Đây là tên của những con cá non trong suốt. Những con cá rất nhỏ, những con cá nhíu (cá bống băng có tên khoa học là Leucopsarion petersii), chúng trong suốt được thả trong những chiếc bát, sau đó được bày ra đĩa và ăn sống. Cái thú khi thưởng thức shirouo Nhật Bản là cảm nhận những con cá nhỏ ngọ nguậy trong miệng. 

## Chế biến
Do đặc trưng của món là ăn sống nên cách thưởng thức cũng có phần đặc biệt. Những chú cá trong suốt ấy được đựng trong một bát lớn có chứa ít nước. Người ta chuẩn bị thêm một quả trứng và chút giấm. Khi ăn, thực khách đập quả trứng vào cốc và trộn với một chút giấm. Giấm trộn vào shirouo để làm xót, khiến cá "nhảy múa" mạnh hơn bình thường, tạo cảm giác nhiều hơn cho người thưởng thức. Có lẽ, chính điều đó tăng cảm giác hứng thú cho người thưởng thức.
Điều thú vị của món Shirouo no odorigui là khi ăn, những con cá sẽ nhảy hoặc ngó ngoáy trong miệng. Nhưng cũng chính vì cá còn sống và vẫn còn khả năng ngoe nguẩy như vậy mà nhiều người phải vội vàng nuốt chửng khi đưa vào miệng. Nhiều thực khách có thói quen nhai những con cá nhỏ và cũng nhiều thực khách nuốt chúng khi còn sống, sau đó đùa rằng chúng đang bơi trong dạ dày. Đó là điều độc đáo riêng của món shirouo và cũng là lý do để người Nhật thưởng rượu shochu kèm với món cá hấp dẫn. Cá shirouo chỉ có vào mùa xuân, do vậy khi người Nhật sử dụng món ăn này cũng là lúc báo hiệu mùa đông lạnh giá kết thúc. Ở Nhật Bản, có nhiều nhà hàng có món ăn này và chỉ hoạt động trong mùa có cá shirouo. Những nhà hàng này dường như chỉ tồn tại như mùa xuân và sẽ được tháo dỡ vào cuối mùa shirouo hằng năm. 